# Lasagne

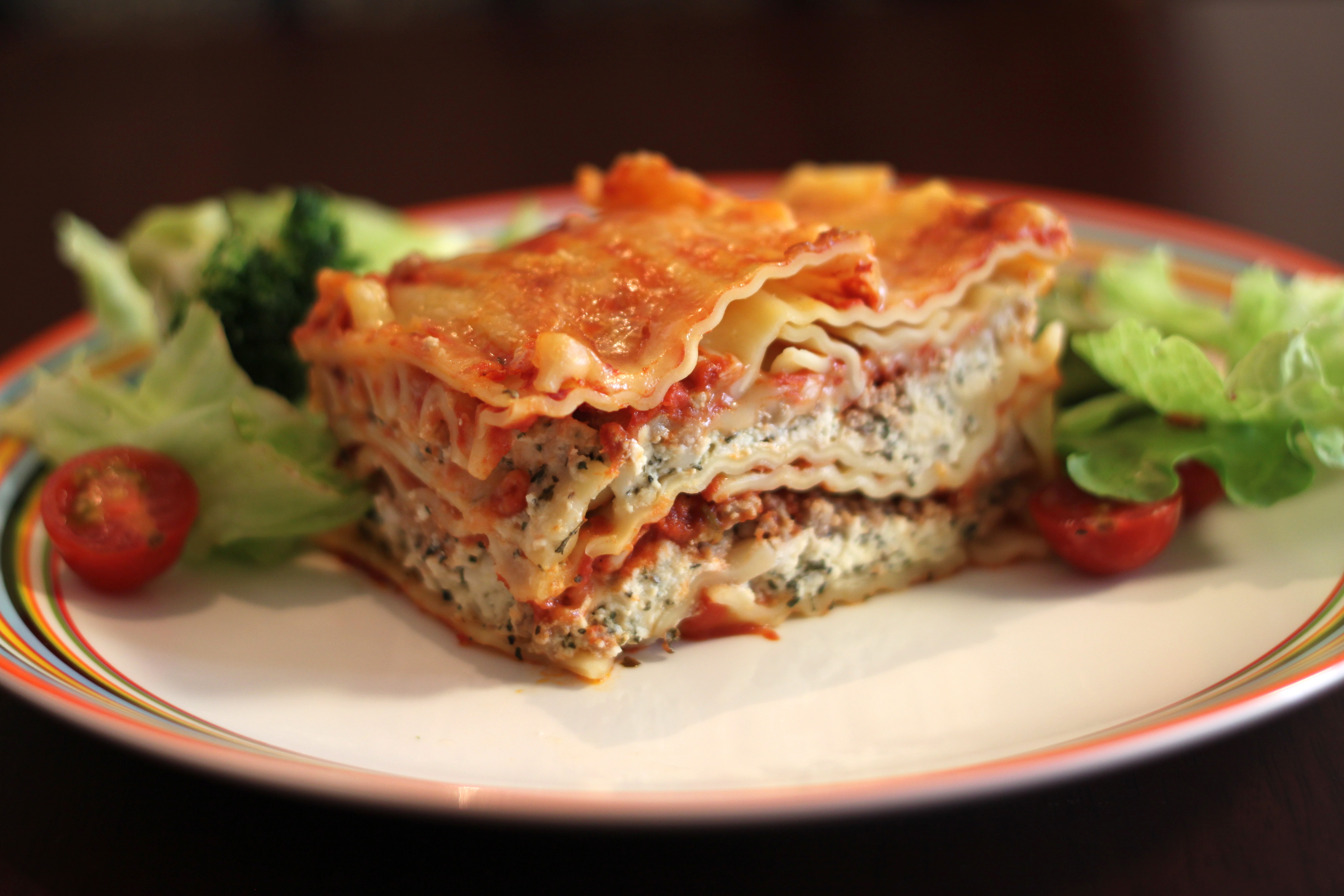
Lazania domowego wyrobu

Lasagne (lp lasagna) (IPA: laˈzaɲɲe'), lazania – rodzaj makaronu w postaci dużych, prostokątnych płatów, a także typowo włoskie danie przygotowywane na bazie tego makaronu.
Makaron jest uprzednio gotowany lub układany na sucho (gotowy, dostępny w sprzedaży) w prostokątnym naczyniu, na przemian z warstwami farszu. Następnie potrawa jest zapiekana. Farsz stanowią najczęściej warstwy sosu pomidorowego z mięsem, beszamelu i sera, układane do wyczerpania składników. Zdarzają się przepisy na wersje wegetariańskie i na słodko. Danie podawane jest na gorąco.
Najbardziej popularne klasyczne odmiany to:
- lasagne bolognese
- lasagne napoli.